# Abessiv
Abessiv er en grammatisk kasus, der betegner mangel eller fravær, hvilket på andre sprog uden abessiv angives ved et præpositionsled (fx uden ~ ) eller med en endelse (-fri eller -løs).
Abessiv findes i finsk-ugriske sprog, i somali og i martuthunira (et australsk sprog).
Ordet abessiv kommer af latin abesse (være fraværende). Et andet navn, karitiv, bruges i forbindelse med kaukasiske sprog; af latin carere (at mangle). Et tredje navn er privativ af latin privare (at berøve), men privativ bruges også om affikser med samme funktion, uden at der er tale om kasus.
Kasus har i stor udstrækning samme funktion som præpositionsled i andre sprog. Beslægtede kasus er: essiv (adverbiel tilstand), adessiv (»nær ved«), inessiv (»inde i«) og superessiv (position, »på«) til betegnelse af beliggenhed; eller for abessivs vedkommende fravær, mangel på tilstedevær.